# 5328 Nisiyamakoiti
5328 Nisiyamakoiti (tên chỉ định: 1989 UH1) là một tiểu hành tinh vành đai chính. Nó được phát hiện bởi Seiji Ueda và Hiroshi Kaneda ở Kushiro, Kushiro Subprefecture, Hokkaidō, Nhật Bản ngày 16 tháng 10 năm 1989. Nó được đặt tên cho Koichi Nishiyama, một nhà thiên văn người Nhật Bản.